# Roseville (Ohio)
Roseville è un villaggio degli Stati Uniti d'America, situato nello stato dell'Ohio, diviso tra la contea di Perry e la contea di Muskingum.